# The Rachel Maddow Show
O The Rachel Maddow Show (também abreviado como TRMS) é um programa de notícias estadunidense que vai ao ar na emissora MSNBC, às segundas-feiras à noite, no horário das 21h00, horário do leste dos Estados Unidos. É apresentado por Rachel Maddow, que ganhou projeção pública por suas frequentes aparições como especialista progressista em programas transmitidos pela MSNBC. É baseado em seu antigo programa de rádio do mesmo nome [en]. O programa estreou em 8 de setembro de 2008.

## História
O The Rachel Maddow Show estreou em 8 de setembro de 2008. Keith Olbermann [en], então apresentador do programa Countdown with Keith Olbermann [en], da MSNBC, foi o primeiro convidado de Rachel Maddow. Olbermann foi creditado por ter persuadido a MSNBC a dar a Maddow seu próprio programa. Maddow atuou como apresentadora convidada regular do Countdown quando Olbermann estava ausente. O The Rachel Maddow Show substituiu o programa Verdict com Dan Abrams.
Em um texto de 2019 sobre a emissora One America News Network [en] (OANN), Maddow chamou a rede de “literalmente [...] propaganda russa paga”, com base em um artigo do The Daily Beast que informava que um repórter do canal também escrevia artigos como freelancer para a agência estatal russa de notícias Sputnik.  Em resposta, a OANN processou Maddow, a Comcast, a MSNBC e a NBCUniversal. A juíza distrital dos Estados Unidos, Cynthia Bashant [en], indeferiu a ação em 2021, determinando que a declaração de Maddow era uma declaração de opinião (portanto, protegida pela Primeira Emenda) e não seria interpretada por um espectador razoável como uma “afirmação de fato objetivo”. Bashant também concluiu que o assédio judicial da Califórnia era aplicável, o que significa que a OANN teve que pagar os honorários advocatícios dos réus.
Maddow tirou um hiato de fevereiro a abril de 2022 e, ao retornar, anunciou que o programa mudaria de seu formato diário para semanal às segundas-feiras a partir de maio, a fim de se concentrar em projetos de podcast e também para atuar como produtora executiva de um filme futuro baseado em seu livro Bag Man: The Wild Crimes, Audacious Cover-up, and Spectacular Downfall of a Brazen Crook in the White House.
Em maio de 2022, o programa foi rebatizado de MSNBC Prime nas noites em que Maddow não era a apresentadora. Por outro lado, manteve a mesma equipe de produção, o mesmo formato e a mesma apresentação do The Rachel Maddow Show, sendo que os anfitriões convidados geralmente eram especialistas que tinham um estilo semelhante ao de Maddow. Em junho de 2022, a MSNBC anunciou que a jornalista Alex Wagner [en] seria o substituto de longo prazo de Maddow no horário de terças a sextas-feiras, a partir de 16 de agosto, com o título de seu programa anunciado posteriormente em 3 de agosto como Alex Wagner Tonight [en].
Em 13 de janeiro de 2025, a MSNBC anunciou que Maddow retornaria temporariamente a uma programação noturna durante a semana, de 20 de janeiro a 30 de abril de 2025, para cobrir os primeiros 100 dias da segunda presidência de Donald Trump, com Alex Wagner sendo transferida para uma função de correspondente.

## Produção

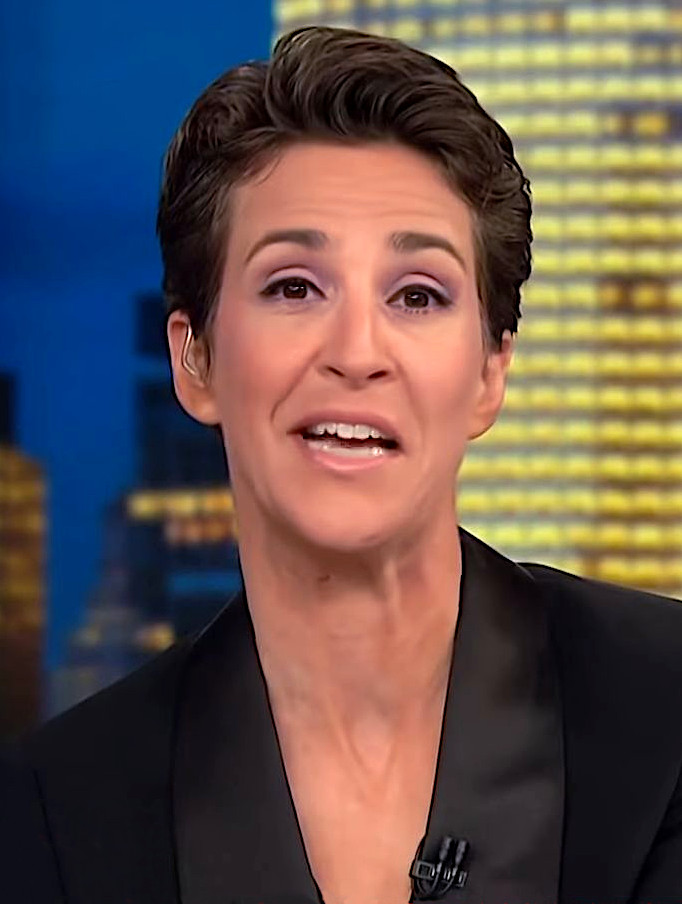
Rachel Maddow na gravação do The Rachel Maddow Show em 2018.

O The Rachel Maddow Show é transmitido do Studio 3-A nos estúdios da NBC, no 30 Rockefeller Plaza, na cidade de Nova Iorque.
A transmissão está disponível em muitas plataformas além da MSNBC, incluindo a msnbc.com, podcast, transcrição de texto e YouTube.
O programa ocasionalmente utilizou plateias de teatro, incluindo o 92nd Street Y [en], em Nova Iorque, de 20 a 22 de dezembro de 2010; a Companhia de Cerveja Free State [en], em Lawrence, no Kansas, em 23 de fevereiro de 2011; e no Bairro Francês de Nova Orleães, na Luisiana, em 5 de fevereiro de 2010 (para marcar o jogo iminente do Super Bowl XLIV com o New Orleans Saints sob o nome “The Rachel Maddeaux Sheaux”).

## Anfitriões convidados
- Ana Marie Cox [en] – 4 de setembro de 2009
- Howard Dean [en]  – 24 de novembro de 2009
- Melissa Harris-Perry – apresentadora convidada regular antes do lançamento de Melissa Harris-Perry [en].
- Chris Hayes [en] – apresentador convidado regular antes do lançamento de Up [en]
- Arianna Huffington[3] – 17 de novembro de 2008
- Ezra Klein – apresentador convidado frequente ao longo de 2012
- Lawrence O'Donnell – 23 de novembro de 2009, O'Donnell agora sucede o programa de Maddow com The Last Word with Lawrence O'Donnell [en]
- Andrea Mitchell [en] – 2 de abril de 2009
- David Shuster [en] – 12 de outubro de 2009
- Steve Kornacki [en] – apresentador convidado frequente desde 2013
- Alison Stewart [en] – 18 e 19 de novembro de 2008; 23 de fevereiro de 2009; 29 e 30 de junho/1º de julho de 2009; 24 e 25 de agosto de 2009; 13 e 14 de outubro de 2009
- Bill Wolff [en] – 30 de dezembro de 2010
- Joy Reid [en] – apresentadora convidada frequente de 2016 a 2019, Reid agora precede o programa de Maddow com The ReidOut
- Ari Melber [en] – apresentador convidado de 2016 a 2018, 6 de agosto de 2021, 10 de junho de 2022, 17 de junho de 2022
- Nicolle Wallace [en] – apresentadora convidada frequente em 2018, 2020, 2021
- Richard Lui [en] – 2 de abril de 2021
- Alex Wagner [en] – Fevereiro de 2022, Wagner agora sucede os espaços vagos de Maddow com Alex Wagner Tonight [en]
- Ayman Mohyeldin [en] – apresentador convidado frequente de 2021 a 2022
- Ali Velshi [en]  – apresentador convidado frequente de 2018 a 2022
- Mehdi Hasan [en] – apresentador convidado frequente em 2022

## Audiência e críticas

### 2008–2016
O The Rachel Maddow Show estreou em 8 de setembro de 2008, com 1.5 milhão de espectadores (483.000 dos quais estavam na faixa demográfica de 25 a 54 anos). As primeiras avaliações de seu programa foram, em sua maioria, positivas. A jornalista Matea Gold, do Los Angeles Times, declarou que Maddow “encontrou a fórmula certa na MSNBC”, enquanto o jornal britânico The Guardian escreveu que Maddow se tornou a “estrela do noticiário a cabo dos Estados Unidos”. David Bauder, colunista da Associated Press, chamou-a de “alma gêmea política” de Keith Olbermann [en] e se referiu aos programas consecutivos de Olbermann e Maddow como um “bloco liberal de duas horas” que tinha “uma média de pouco menos de 2 milhões de espectadores por noite” em outubro de 2008. Alessandra Stanley, jornalista do The New York Times, opinou: “Seu programa acrescenta um rosto feminino bem-humorado a um canal de notícias a cabo cujo horário nobre é dominado por colegiais indisciplinados e muitas vezes briguentos; a voz profunda e modulada da Sra. Maddow é tranquilizadora depois de tanto emocionalismo estridente e brigas entre as divas masculinas brancas e envelhecidas do canal”.
Em 16 de setembro de 2008, o programa atraiu 1.8 milhão de espectadores (com 534 mil no grupo demográfico de 25 a 54 anos), superando o Larry King Live e tornando-se o programa da MSNBC de maior audiência da noite. O sucesso de audiência de Maddow em 16 de setembro levou seus colegas da MSNBC no Morning Joe [en] a parabenizá-la no ar, incluindo Joe Scarborough [en], que disse que era “apenas um daqueles momentos em que as pessoas boas se saem bem”. No mês de março de 2009, o número médio de espectadores caiu para 1.1 milhão, parte de uma tendência geral de queda na classificação dos programas de notícias a cabo. Durante o terceiro trimestre de 2009, o programa ficou em terceiro lugar, atrás de Hannity [en], da Fox News, e Larry King Live, da CNN. O número total médio de espectadores para os horários de exibição do programa durante esse período foi de 992.000.
Durante o primeiro trimestre de 2010, o programa de Maddow ficou bem à frente do Larry King Live, superando regularmente o programa nas classificações gerais e no horário nobre e tornando-se o segundo programa mais bem classificado em seu horário, atrás apenas do Hannity, da Fox News. O programa continuou sua liderança durante o segundo trimestre de 2010, ficando bem à frente do Larry King Live, da CNN, pelo terceiro trimestre consecutivo e alcançando classificações mais altas no horário nobre e geral.
Em setembro de 2012, a audiência de Maddow no grupo demográfico de 25 a 54 anos superou a de Hannity nas segundas e terças-feiras e na média diária do grupo demográfico durante a semana, embora não na audiência acumulada da semana para o intervalo de tempo. A semana foi a mais forte da MSNBC desde fevereiro de 2009. Na época, a emissora era regularmente classificada como “um segundo distante” em relação à audiência da Fox News.
Em maio de 2013, o programa teve seu mês de menor audiência - 717.000 espectadores - desde que estreou em setembro de 2008, e o segundo pior com adultos de 25 a 54 anos, com 210.000 espectadores nessa categoria, ficando atrás de Hannity, da Fox News, e Piers Morgan Tonight [en], da CNN.
Em novembro de 2013, durante a cobertura das eleições fora do ano [en], Maddow teve “um aumento significativo, ficando em segundo lugar em ambas as medidas, com 1,267 milhão de espectadores e 313.000 adultos de 25 a 54 anos”. Isso colocou o Maddow Show em segundo lugar, atrás de Megyn Kelly, da Fox News, mas à frente de Piers Morgan Live [en], da CNN.

### 2016–presente
Após a eleição de Donald Trump como presidente em novembro de 2016, o The Rachel Maddow Show tornou-se um dos principais veículos de crítica a Trump, especialmente pelas alegações de que o governo russo havia interferido na eleição e ajudado Trump em sua campanha presidencial. Na semana que começou em 13 de fevereiro de 2017, o programa de Maddow às 21 horas (horário do leste dos EUA) teve uma média de 2,5 milhões de espectadores, o que deu à apresentadora sua melhor semana desde pouco antes da eleição de 2008, quando o programa teve uma média de 2,6 milhões de espectadores. Isso também deu ao programa sua segunda melhor semana de todos os tempos.
Em 14 de março de 2017, Maddow revelou no programa as duas primeiras páginas da declaração de imposto de renda federal de 2005 de Trump. Os documentos foram obtidos pelo jornalista David Cay Johnston [en], que era um dos convidados naquela noite. Antes de o programa ir ao ar, a Casa Branca divulgou uma declaração reconhecendo que Trump pagou 38 milhões de dólares em imposto de renda federal em 2005.
No mês de março de 2018, o The Rachel Maddow Show foi o programa de notícias da TV a cabo de maior audiência dos Estados Unidos, superando Hannity, da Fox News. Segundo a revista Variety Maddow teve uma "média de 3,058 milhões de espectadores no mês, superando por pouco os 3,00 milhões de Hannity”.
Nos números de classificação divulgados em julho de 2019, o programa caiu para o quinto lugar, com uma média de 2,5 milhões de espectadores na classificação geral da TV a cabo, atrás de Hannity, com 3,3 milhões de espectadores, Tucker Carlson Tonight, com 3,1 milhões de espectadores, The Ingraham Angle, com 2,6 milhões de espectadores, e The Five, com 2,5 milhões de espectadores.
No início de 2021, o programa alcançou as classificações mais altas de sua história, com uma média de 4,3 milhões de telespectadores em janeiro e 3,7 milhões em fevereiro, tornando-se o programa de maior classificação em toda a televisão a cabo estadunidense, incluindo programação não noticiosa, e também a média de mais telespectadores para notícias a cabo na faixa etária de 25-54 anos. Em junho de 2021, o The Rachel Maddow Show havia caído para o quarto lugar geral, com 2,3 milhões de telespectadores, e para o quinto lugar no grupo demográfico de 25 a 54 anos, com uma média de 289.000 telespectadores.
Após a mudança do programa para um formato semanal, foi relatado que a audiência havia aumentado para 2,5 milhões em junho de 2024, e era o programa de maior audiência da rede.